# Naturschutzgebiet Oserberg
Das Naturschutzgebiet Oserberg mit einer Größe von 18 ha liegt südöstlich von Wiemeringhausen im Stadtgebiet von Olsberg im Hochsauerlandkreis. Das Gebiet wurde 2004 mit dem Landschaftsplan Olsberg durch den Hochsauerlandkreis als Naturschutzgebiet (NSG) ausgewiesen. Die Fläche des NSG stellt seit 2004 eine Teilfläche des Fauna-Flora-Habitat-Gebietes (FFH) Schlucht- und Schatthangwälder nördlich Niedersfeld (Natura 2000-Nr. DE-4717-303) im Europäischen Schutzgebietssystem nach Natura 2000 dar.

## Gebietsbeschreibung
Beim NSG handelt es sich um einen Rotbuchenwald und den östlichen Teil eines ehemaligen Steinbruchs mit bis zu 30 m Hohen Felswänden. Im Steinbruch brütet der Uhu.

## Schutzzweck
Im NSG soll der dortige Laubwald geschützt werden. Wie bei allen Naturschutzgebieten in Deutschland wurde in der Schutzausweisung darauf hingewiesen, dass das Gebiet „wegen der Seltenheit, besonderen Eigenart und Schönheit des Gebietes“ zum Naturschutzgebiet wurde.